# Rose Reid
Rose Reid (Nashville, 24 januari 1999) is een Amerikaanse actrice.

## Biografie
Reid werd geboren op 24 januari 1999 in Nashville (Tennessee), waar ze ook opgroeide. Op haar veertiende schreef ze haar eerste scenario. Ze is vooral bekend van haar hoofdrol in de film Finding You uit 2021 met Vanessa Redgrave, Katherine McNamara en Judith Hoag.
Naast haar acteercarrière is ze ook de auteur van boekenserie "The Afterlight Chronicles".